# Кислица четырёхлистная
Кисли́ца четырёхли́стная (лат. Óxalis tetraphýlla) — многолетнее клубнелуковичное травянистое растение, вид рода Кислица (Oxalis) семейства Кисличные (Oxalidaceae). Различают три разновидности. Происходит из субтропиков Мексики и стран Центральной Америки, как заносное растение встречается во многих странах Африки и Евразии.
Популярное декоративное растение. В культуре широко известно также под названием Кислица Деппе (Oxalis deppei).

## Распространение
Растение произрастает преимущественно в регионах с субтропическим климатом.
Естественный ареал вида — субтропики Северной Америки: значительная часть территории Мексики, а также некоторые страны Центральной Америки (Гватемала, Панама и Сальвадор).
Как заносное растение кислица четырёхлистная встречается в некоторых регионах Африки (Камерун, Реюньон) и Евразии (Австрия, Великобритания, Вьетнам, Индия, Индонезия, Корейский полуостров, Франция, территория бывшей Югославии).
Культивируется по всему миру.

## Название
Видовой эпитет научного названия, tetraphylla, подчёркивает существенную особенность данного вида — листья растения состоят из четырёх листочков (у подавляющего большинства других видов кислицы число листочков, из которых состоят листья, равно трём).
В англоязычных странах растение называют lucky clover («счастливый клевер»), что объясняется сходством листьев кислицы четырёхлистной с листьями настоящего «счастливого клевера» (обычно у клевера листья состоят из трёх листочков, но изредка встречаются растения с четырёхлисточковыми листьями; такие растения, по древнему поверью, приносят удачу).
Ещё одно общеупотребительное название растения в английском языке — iron cross («железный крест»); название  'Iron Cross' принадлежит наиболее известному и распространённому сорту кислицы четырёхлистной, название этого сорта со временем стало нарицательным.

## Биологическое описание
Жизненная форма — клубневой геофит.
Представители вида — многолетние травянистые растения высотой примерно 15 см и примерно такого же размера в поперечнике. Клубнелуковицы находятся под поверхностью почвы; имеет буроватую или почти чёрную окраску, от неё отходят удлинённые подземные побеги.
Стебель сильно укорочен, практически незаметен.
|                            |
|                            |
|                            |
| Цветки (сорт 'Iron Cross') |

В одной розетке — от 3 до 6 листьев. Черешки тонкие, слабые, длиной до 20 см. Листья — пальчато-сложные, разделены на четыре в большей или меньшей степени одинаковых листочка. Диаметр листьев — до 6 см, отдельных листочков — до 3,5 см. В основании листочков находится тёмная отметина (красноватая, пурпурно-коричневая, тёмно-фиолетовая), остальная часть листочков — светло-зелёная. Листочки имеют сердцевидную форму, с неглубоким углублением на верхушке, по краю — с редкими зубчиками. На ночь, при пасмурной погоде, а также при сильном ярком освещении листочки опускаются, при этом складываясь пополам.
Время цветения — с начала лета до начала осени. Цветок воронковидный, пятичленный, с красновато-розовыми или красновато-фиолетовыми лепестками и жёлтой серединой (зевом), до 2 см в диаметре. Цветки собраны в рыхлые зонтиковидные соцветия, находящиеся на длинном цветоносе.
Плод — коробочка.

## Использование
Популярное декоративное растение: культивируется и как садовое, и как комнатное растение.
Кроме того, растение используется в лекарственных и пищевых целях, а также в качестве яда. В небольшом количестве съедобны цветки и листья растения (из-за высокого содержания щавелевой кислоты использовать растение в пищу следует с большой осторожностью).

## Культивирование
Агротехника
Кислицу четырёхлистную следует размещать в светлом месте (приемлем прямой солнечный свет). Для выращивания используется лёгкая земельная смесь; один из вариантов смеси — листовая земля (2 части), торфяная земля (2 части), песок (1 часть); почва должна быть нейтральной или слабокислой.
При выращивании в горшках растения рекомендуется сажать в горшки диаметром около 20 см по 3—5 штук на глубину 1—5 см (в зависимости от размера клубнелуковиц).
Весной до образования листьев растения поливают редко; после того, как начнут активно развиваться листья (обычно во второй половине весны и в течение всего лета), растениям требуется обильный полив и частое опрыскивание. Осенью полив должен быть сокращён. Ближе к зиме все листья увядают.
Морозов растение не переносит, поэтому в регионах с отрицательными температурами клубнелуковицы осенью выкапывают и хранят до весны в сухом прохладном месте. При температуре не выше 15 °C клубнелуковицы выдерживают содержание в сухом воздухе городских квартир. При выращивании растений в горшках выкапывать клубнелуковицы не обязательно, но полив на 2—4 месяца следует прекратить, а горшки переставить в прохладное место (8—10 °C).
Зоны морозостойкости — 8—10.
Сорта
Наиболее известный и распространённый сорт —  'Iron Cross', отличающийся наличием на листовых пластинках симметричных красновато-коричневых пятен, напоминающих своими очертаниями орден «Железный крест». Известен также сорт  'Alba', отличающийся белыми венчиками цветков.
Проблемы, болезни и вредители
Если освещение в период вегетации будет недостаточным, черешки листьев сильно вытянутся, листья станут мелкими, растения цвести не будут.
При длительном переувлажнении возможно загниванием подземной части растения.
Растения могут поражаться тлями, клещами и червецами.
Размножение
Растения размножают дочерними клубнелуковицами, которые осенью отделяют от материнских.

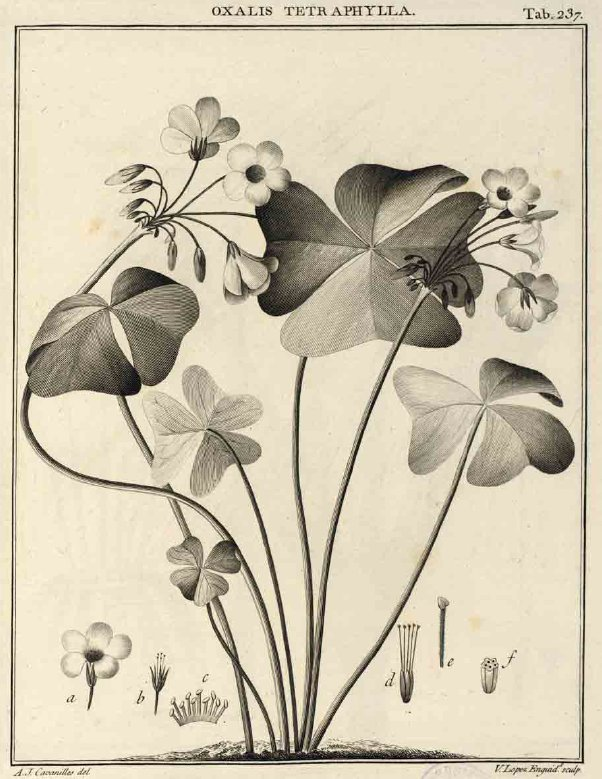
Oxalis tetraphylla, ботаническая иллюстрация: таблица 237 из третьего тома Icones et descriptiones plantarum, quae aut sponte in Hispania crescunt, aut in hortis hospitantur, 1795—1796

Возможно размножение семенами.

## Таксономия и классификация

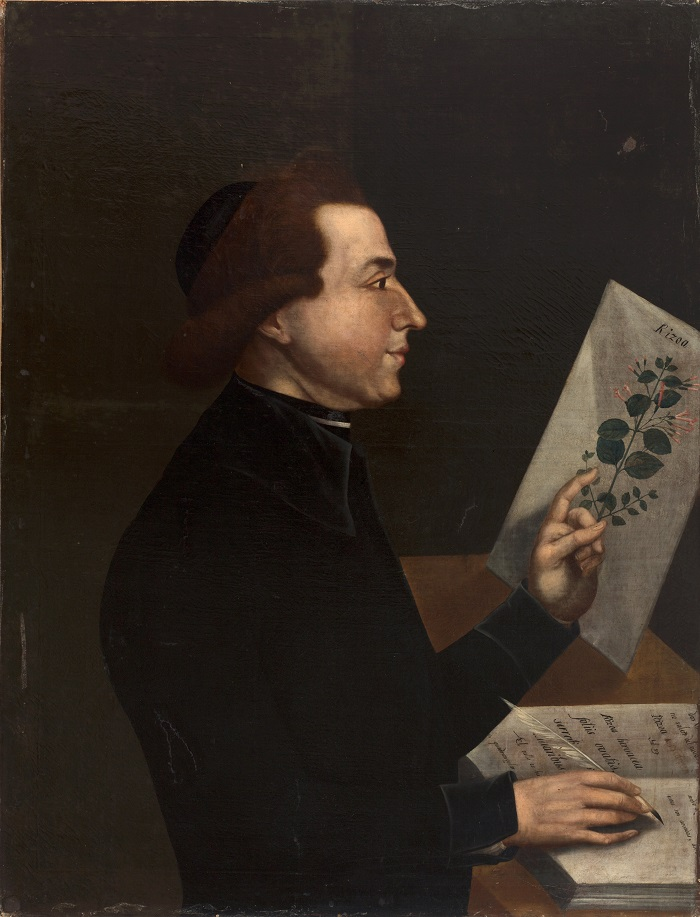
Фрагмент портрета Антонио Хосе Каванильеса, впервые описавшего вид

Первое действительное описание этого вида растений было опубликовано в 1795 году испанским ботаником Антонио Хосе Каванильесом (1745—1804) в третьем томе его работы Icones et descriptiones plantarum, quae aut sponte in Hispania crescunt, aut in hortis hospitantur. Это 6-томное иллюстрированное сочинение, опубликованное в Мадриде в 1791—1801 годах, было посвящено культурным и декоративным растениям Испании.

### Синонимы
По информации базы данных Plants of the World Online  (на середину 2023 года), в синонимику вида входят следующие названия (все синонимы являются гомотипными):
- Acetosella tetraphylla (Cav.) Kuntze (1891)
- Ionoxalis tetraphylla (Cav.) Rose (1906)
- Sassia tetraphylla (Cav.) Holub (1998)

После того, как в 1973 году были выделены два инфравидовых таксона (разновидности) кислицы четырёхлистной, все гетеротипные синонимы были перемещены из синонимики вида в целом в синонимику номинативной разновидности.

### Разновидности
Различают три разновидности:
- Oxalis tetraphylla var. guerreroensis Denton (1973), распространена в юго-западной части Мексики[8]
- Oxalis tetraphylla var. mexicana Denton (1973), распространена в юго-западной и северно-восточной частях Мексики[9]
- Oxalis tetraphylla var. tetraphylla, номинативная разновидность; её ареал совпадает с ареалом всего вида[7]

В синонимику номинативной разновидности входят следующие названия (все синонимы являются гетеротипными):
- Acetosella deppei (Lodd. ex Sweet) Kuntze (1891)
- Ionoxalis cuernavacana Rose (1906)
- Ionoxalis deppei (Lodd. ex Sweet) Small (1907)
- Ionoxalis divaricata Small (1907)
- Ionoxalis mucronata Rose ex Small (1907)
- Ionoxalis scopulorum Rose (1907)
- Oxalis cuernavacana (Rose) R.Knuth (1919)
- Oxalis deppei Lodd. ex Sweet (1831) — Кислица Деппе. Это название было дано растению в честь Фердинанда Деппе (1794—1861), немецкого натуралиста, исследователя природы Мексики и Калифорнии. Название до сих пор активно используется в литературе по садоводству, а также в торговых организациях
- Oxalis hayi R.Knuth (1919)
- Oxalis mucronata (Rose ex Small) R.Knuth (1919)
- Oxalis pseudotetraphylla R.Knuth (1919)
- Oxalis scopulorum (Rose) R.Knuth (1919)
- Oxalis tlalpamensis R.Knuth (1919)